# Golem.de
Golem.de ist ein deutschsprachiges Onlinemagazin für Themen aus den Bereichen Informationstechnik, Wissenschaft, Technik und Elektromobilität. Neben Artikeln bietet Golem.de auch Videos an. In einem moderierten Artikelforum können Leser diskutieren. Golem.de wird von der Golem Media GmbH, einer Tochtergesellschaft von Computec Media, betrieben. Das Angebot erreicht rund 2,99 Millionen Nutzer und wird monatlich rund 10,84 Millionen Mal besucht.
Neben dem redaktionellen Angebot hat Golem.de in den vergangenen Jahren auch ein Serviceangebot für Fachkräfte aus der IT-Branche entwickelt.

## Geschichte
Golem.de hatte seine Anfänge 1997 als wöchentliches Magazin unter golem.skygate.de. Die erste Ankündigung findet sich noch in Newsgroup-Archiven. 1998 wandelten die Gründer Jens Ihlenfeld und Christian Klaß das Medium in eine tagesaktuelle Newsplattform um, die sie Golem Network News (GNN) nannten. Nach einem Markenrechtsstreit mit dem US-Fernsehsender CNN wurde GNN im Jahr 2000 in Golem.de umbenannt und zog auf die Webadresse www.golem.de um, auf der es seither erscheint.
2006 übernahm das schwedische Unternehmen Orkla Media die Klaß & Ihlenfeld GmbH und damit Golem.de zu 100 Prozent. 2007 erfolgte die Übernahme durch den Berliner Verlag (Mecom), der Golem.de noch im selben Jahr an Holtzbrinck eLab weiterverkaufte. Seit 2010 ist Golem.de eine Tochter von Computec Media und gehört damit zur Schweizer Marquard Media Group. Die Klaß & Ihlenfeld GmbH wurde in Golem Media GmbH umbenannt.
Am 31. August 2013 verließ der Chefredakteur und Mitbegründer Klaß den Verlag. Am 28. Februar 2014 folgte Geschäftsführer Jens Ihlenfeld. Neuer Chefredakteur wurde der Österreicher Benjamin Sterbenz, ehemals stellvertretender Chefredakteur bei Futurezone und stellvertretender Ressortleiter bei der österreichischen Tageszeitung Kurier.
Am 4. August 2014 führte Golem.de mit Golem pur ein neues Abomodell ein. Abonnenten können das Angebot werbefrei nutzen. Auch Tracking und Profilbildung durch Werbeanbieter werden in dem Fall ausgeschaltet. Damit reagierte Golem.de einerseits auf den zunehmenden Einsatz von Adblockern und unternahm darüber hinaus den Versuch, weitere Einnahmequellen zu erschließen. Am 31. Dezember 2014 gab es 1638 Abonnenten. Im August 2015 wurde der Anstieg auf 2100 Abonnenten vermeldet.
Am 1. Oktober 2014 brachte Golem.de seine erste Zeitschrift mit dem Titel Android verstehen heraus. Hierin ging es um die weiterführende Benutzung von Android-Geräten, wie das Rooting, ROMs und die Entwicklung von Apps.
Seit Juli 2015 stellt Golem.de einen Preisvergleich bereit.
Im Februar 2016 erhielt Golem.de Förderung im Rahmen von Googles Digital News Initiative (DNI) für sein Datenprojekt Not too long, did read.
Die professionellen Sprecher von Narando lesen seit Mai 2016 ausgewählte Golem.de-Artikel vor.
Im Oktober 2016 startete Golem.de die Zusammenarbeit mit dem Jobportal 4Scotty. Dieses Portal ermöglicht Personen, ihren Jobwunsch zu definieren, auf den sich dann Arbeitgeber bewerben können.
Im November 2016 erhielt Golem.de zum zweiten Mal Unterstützung von Googles DNI, diesmal für sein Projekt Wann kommt was?.
In den Jahren 2015, 2016 und 2017 war Golem.de auf der Spielemesse Quo Vadis mit einem eigenen Track mit dem Titel Tech Summit vertreten.
Seit 2017 kooperiert Golem.de mit dem VDI Verlag. Der VDI-Gehaltscheck wurde um den Bereich IT erweitert und auf Golem.de integriert. Außerdem ist Golem.de seitdem auf mehreren Jobmessen des VDI präsent.
Zum 20-jährigen Bestehen veranstaltete Golem.de am 23. Juni 2017 seine erste Konferenz mit dem Titel Die Quanten kommen!.
In der vierten Runde der Google-DNI wurde Golem.de für sein Projekt Act2Access gefördert.
Seit 2019 bietet das Unternehmen Angebote im Bereich Weiterbildung und Coaching an. Die Golem Akademie veranstaltet eine Reihe von Trainings und Workshops zu klassischen IT-Themen. Das Portal Shifoo ist eine Plattform, auf der Video-Coachings on demand durchgeführt werden.